# Neptune Beach
Neptune Beach är en stad (city) i Duval County, i delstaten Florida, USA. Enligt United States Census Bureau har staden en folkmängd på 7 090 invånare (2011) och en landarea på 6 km².